# PRKAR2A
PRKAR2A (англ. Protein kinase cAMP-dependent type II regulatory subunit alpha) – білок, який кодується однойменним геном, розташованим у людей на короткому плечі 3-ї хромосоми.  Довжина поліпептидного ланцюга білка становить 404 амінокислот, а молекулярна маса — 45 518.
| 10         |  | 20         |  | 30         |  | 40         |  | 50         |
| ---------- |  | ---------- |  | ---------- |  | ---------- |  | ---------- |
| MSHIQIPPGL |  | TELLQGYTVE |  | VLRQQPPDLV |  | EFAVEYFTRL |  | REARAPASVL |
| PAATPRQSLG |  | HPPPEPGPDR |  | VADAKGDSES |  | EEDEDLEVPV |  | PSRFNRRVSV |
| CAETYNPDEE |  | EEDTDPRVIH |  | PKTDEQRCRL |  | QEACKDILLF |  | KNLDQEQLSQ |
| VLDAMFERIV |  | KADEHVIDQG |  | DDGDNFYVIE |  | RGTYDILVTK |  | DNQTRSVGQY |
| DNRGSFGELA |  | LMYNTPRAAT |  | IVATSEGSLW |  | GLDRVTFRRI |  | IVKNNAKKRK |
| MFESFIESVP |  | LLKSLEVSER |  | MKIVDVIGEK |  | IYKDGERIIT |  | QGEKADSFYI |
| IESGEVSILI |  | RSRTKSNKDG |  | GNQEVEIARC |  | HKGQYFGELA |  | LVTNKPRAAS |
| AYAVGDVKCL |  | VMDVQAFERL |  | LGPCMDIMKR |  | NISHYEEQLV |  | KMFGSSVDLG |
| NLGQ       |  |            |  |            |  |            |  |            |

A: Аланін

C: Цистеїн

D: Аспарагінова кислота

E: Глутамінова кислота

F: Фенілаланін

G: Гліцин

H: Гістидин

I: Ізолейцин

K: Лізин

L: Лейцин

M: Метіонін

N: Аспарагін

P: Пролін

Q: Глутамін

R: Аргінін

S: Серин

T: Треонін

V: Валін

W: Триптофан

Кодований геном білок за функцією належить до фосфопротеїнів. 
Задіяний у таких біологічних процесах як ацетиляція, альтернативний сплайсинг. 
Білок має сайт для зв'язування з нуклеотидами. 
Локалізований у клітинній мембрані, цитоплазмі, мембрані.